# Dąbrowa Mała (jezioro)
Dąbrowa Mała – jezioro w Polsce, położone w województwie warmińsko-mazurskim, w powiecie ostródzkim, w gminie Dąbrówno.

## Opis
Jezioro Dąbrowa Mała położone jest na Równinie Urszulewskiej. Łączy się strugą przepływająca przez Dąbrówno z ciągnącym się równolegle jeziorem Dąbrowa Wielka. Z jeziora Dąbrowa Mała wypływa rzeka Wel (dopływ Drwęcy).

## Dane morfometryczne
Powierzchnia jeziora – 173 ha, długość – 4,5 km, szerokość do 0,5 km, głębokość maksymalna 34,5 m.